# Eugène Charles Miroy
Eugène Charles Miroy est un prêtre catholique français, né le 24 novembre 1828 à Mouzon (Ardennes) et exécuté le 12 février 1871 par les Prussiens à Reims pour faits de résistance.

## Biographie
Eugène Charles Miroy est né le 24 novembre 1828, à Mouzon, de l'union de François-Joseph-Ovide Miroy et d'Anne-Pauline Patureaux. Il a été ordonné prêtre le 2 juin 1855. Curé de Cuchery près de Châtillon-sur-Marne depuis 1868, il est fusillé à 42 ans par les Prussiens, après la signature de l’armistice de la guerre de 1870, sous l’inculpation d’avoir abrité des francs-tireurs dans son presbytère et d’avoir caché des armes sous l’autel de l’église.

## Sépulture
L'abbé Miroy repose au cimetière du Nord sous un gisant en bronze de René de Saint-Marceaux. Cette œuvre réaliste a marqué l’art funéraire en France. Son aspect pathétique frappe le visiteur, si bien qu’elle est constamment fleurie. Son monument fut élevé par souscription ; l'abbé est représenté venant juste de tomber, frappé par les balles ennemies, et rendant le dernier soupir. La sépulture de l’abbé Miroy, devenue symbole de la Résistance, fait l’objet d’un dépôt de gerbe par la municipalité à chaque commémoration de la Libération de Reims.

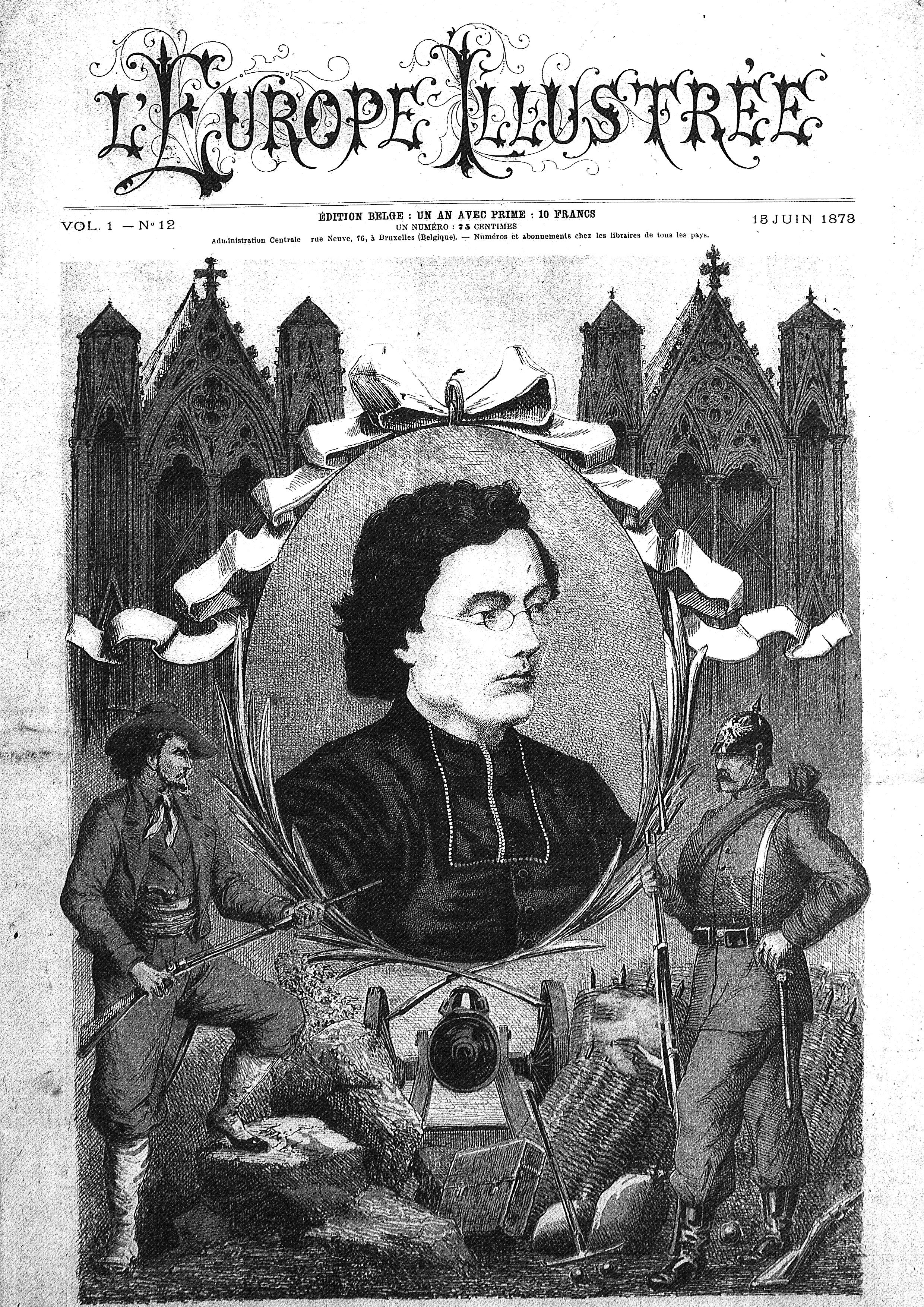
L'abbé Miroy, dessin de Chevreuse.
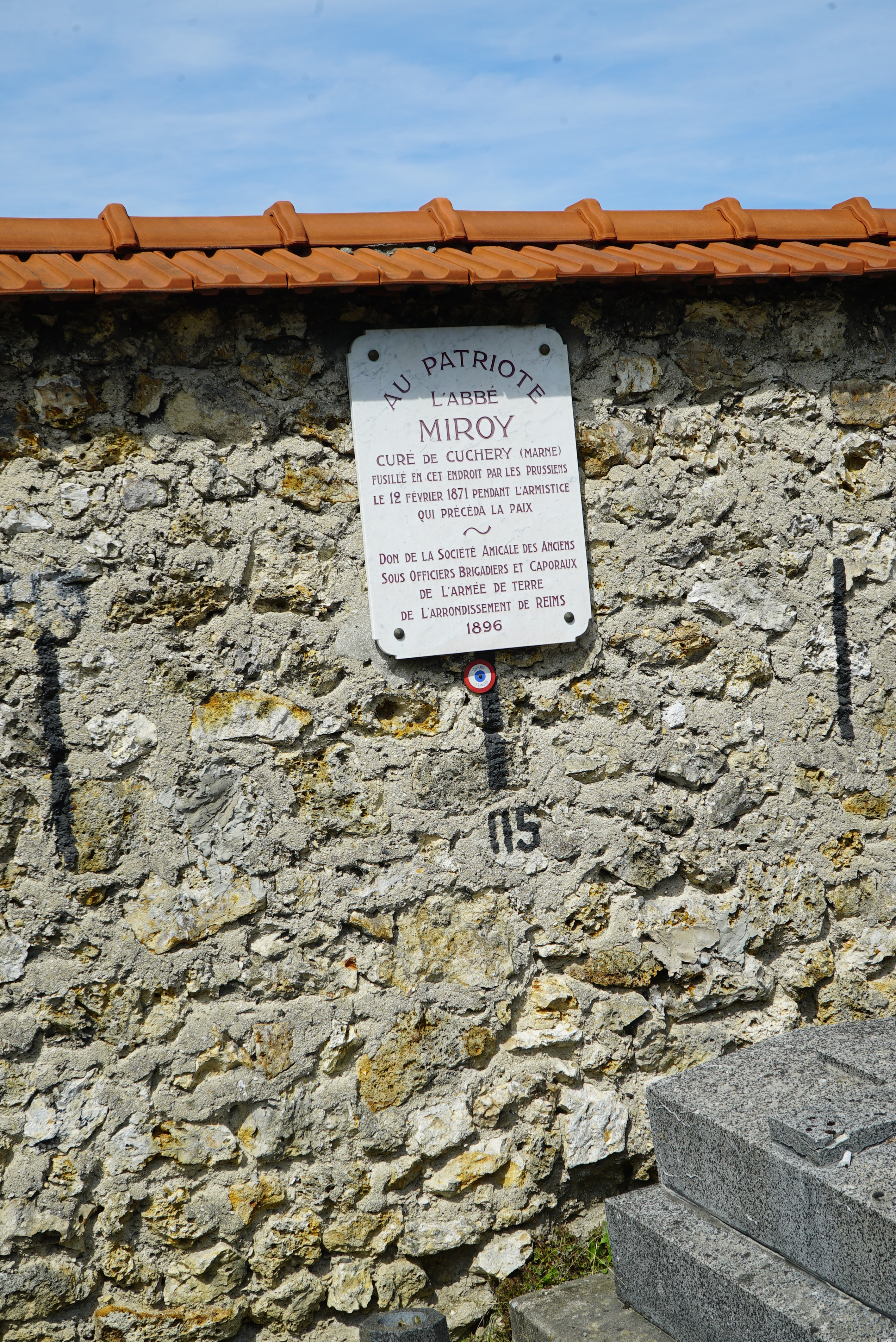
Plaque du Souvenir français à l'endroit où il est tombé.
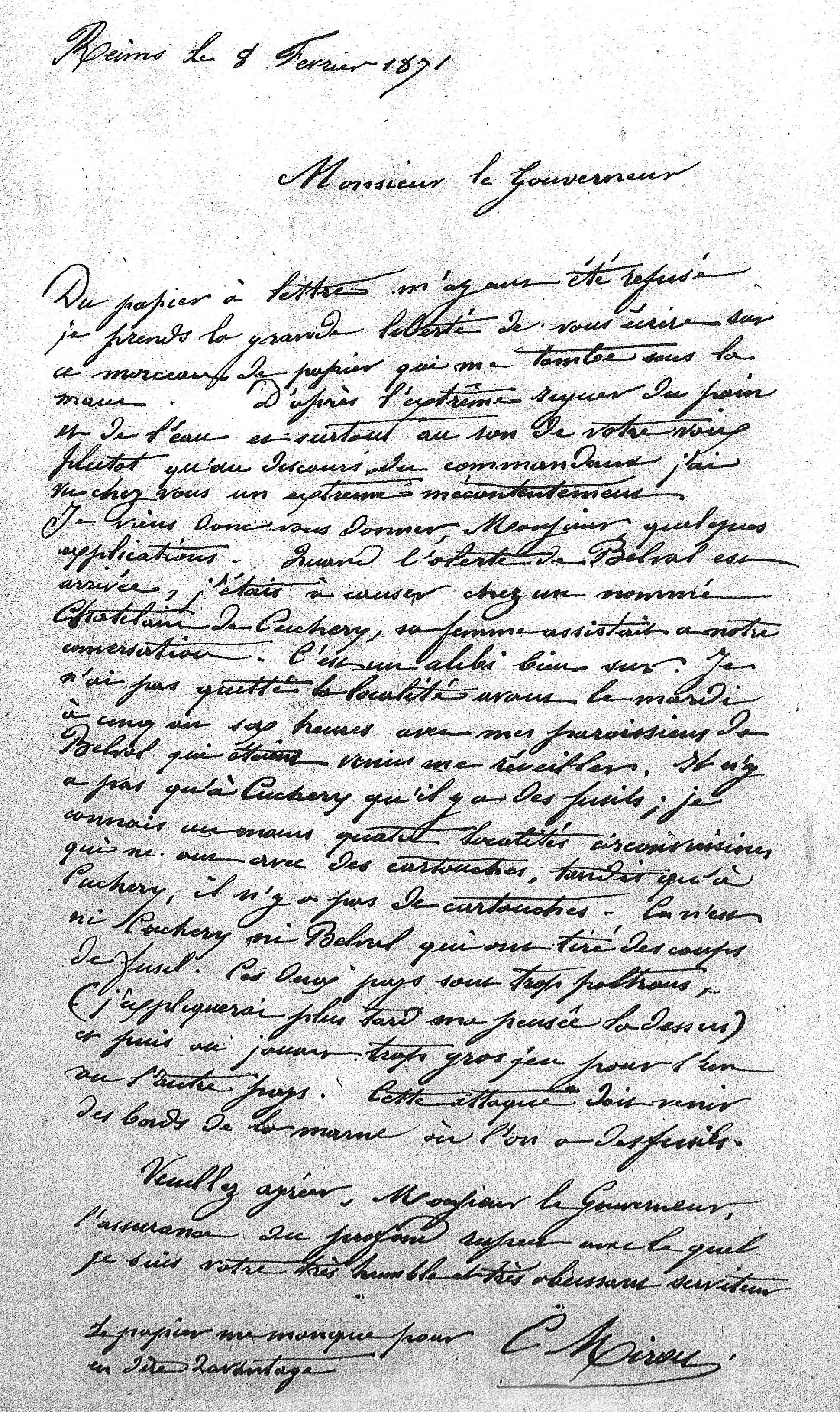
Lettre du 8 février 1871 au gouverneur.
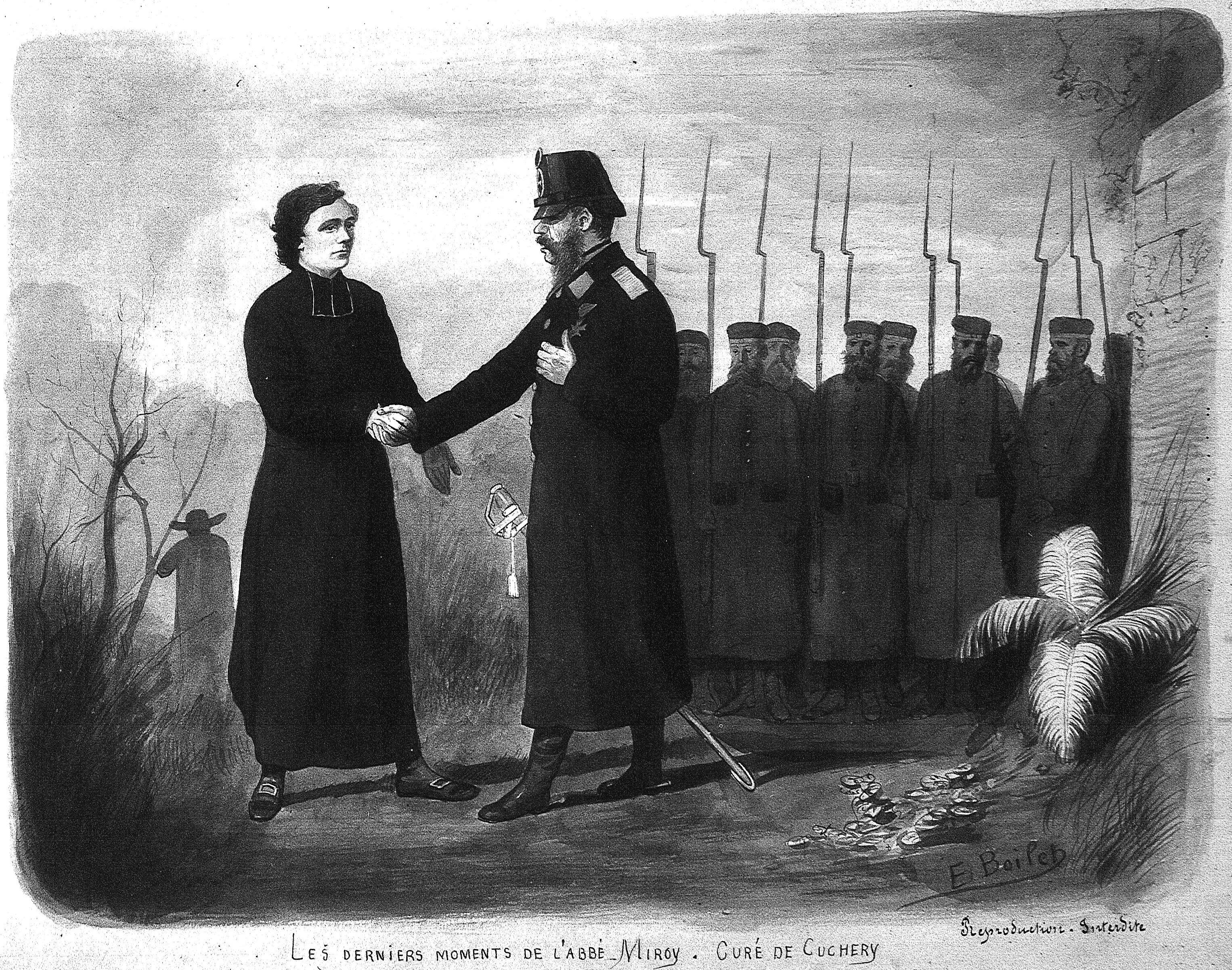
L’abbé serre la main du bourreau.